# Modèle à fil tiré
 (février 2023).
Le modèle à fil tiré (en anglais : plucking model) est un modèle économique qui décrit les fluctuations de l'activité économique comme des chutes et des hausses autour du plein potentiel de l'économie. Il a été inventé par Milton Friedman.

## Concept
Milton Friedman propose le modèle à fil tiré en 1964, dans un papier publié au National Bureau of Economic Research. Il s'oppose à la conception classique selon laquelle le cycle économique est une fluctuation autour d'un taux naturel de croissance, et qu'à ce titre les politiques de stabilisation ne pourraient rien faire d'autre que de réduire l'amplitude des fluctuations.
Le modèle à fil tiré se fonde sur la possibilité pour une politique de stabilisation d'augmenter le niveau moyen de la production. Selon cette théorie, le cycle économique ne fait pas que fluctuer autour d'un taux naturel de croissance de manière spontanée. La croissance est à peu près constante, et des évènements rares, comme des crises financières, tirent le « fil » de la croissance vers le bas ; dans ce cas, plus la chute a été forte, plus la croissance post-crise sera élevée. Ainsi, l'ampleur de la récession ne dépend pas de l'ampleur de l'expansion qui l'a précédée. En revanche, les récessions les plus importantes conduisent à des reprises économiques plus importantes.
Les chocs économiques, durant lesquels le « fil » de la croissance est tiré, sont des chocs de demande temporaires, qui se traduisent sous la forme d'une baisse de la masse monétaire. Le plafond de croissance qui détermine le plein potentiel de l'économie, à laquelle l'économie se situe en temps normal, est déterminé par l'offre, c'est-à-dire par la technologie, la démographie, etc.

## Utilisation empirique
Le modèle à fil tiré est peu répandu jusqu'aux années 2020,. Il est utilisé après la crise économique liée à la pandémie de Covid-19 pour la première fois par la Banque de France, puis par Bruegel. Bruegel remarque que le fort rebond des économies après la crise semble confirmer la prédiction du modèle sur le rapport entre la chute et le rebond.